# Liste der Kulturdenkmäler in Eschbach (Pfalz)
In der Liste der Kulturdenkmäler in Eschbach sind alle Kulturdenkmäler der rheinland-pfälzischen Ortsgemeinde Eschbach aufgeführt. Grundlage ist die Denkmalliste des Landes Rheinland-Pfalz (Stand: 14. August 2023).

## Denkmalzonen
| Bezeichnung                     | Lage                                                      | Baujahr                                    | Beschreibung | Bild                           |
| ------------------------------- | --------------------------------------------------------- | ------------------------------------------ | --- | ------------------------------ |
| Denkmalzone Ortskern            | Im Gässel, Kirchstraße 2, Weinstraße 31–55 und 38–54 Lage | ab der zweiten Hälfte des 16. Jahrhunderts | geschlossene historische Bebauung vor allem mit kleinen Winzeranwesen (eingeschossige Wohnhäuser über Hochkeller) von der zweiten Hälfte des 16. bis in die erste Hälfte des 19. Jahrhunderts; neben katholischer Pfarrkirche und Pfarrhaus von 1908 (Kirchstr. 1) bemerkenswert das sehr stattliche Dorfgasthaus (Weinstraße 55) gegenüber, im Kern aus der zweiten Hälfte des 18. Jahrhunderts und um 1900 vergrößert | Fotos hochladen                |
| Denkmalzone Friedhof            | Kirchgasse Lage                                           | 19. und frühes 20. Jahrhunderts            | mehrere Grabmäler des 19. und frühen 20. Jahrhunderts: - Grabmal Georg Jakob Günther (1822–1890) und Christian Günther (1821–1913), reich skulptierte Stele mit Baumkruzifixus, Sandstein (Bild); - Grabmal Leonhard Bender (1849–1924), Baumkreuz über aufwendigem Felssockel (Bild); - Grabmal Ludwig Christ (1851–1886), Baumkreuz über Felssockel (Bild); - Grabmal Familie Johann Jakob Christ (1789–1850), spätklassizistische Stele mit Relief einer Schutzengelgruppe und Salvatorkopf im Auszug (Bild)                                                                                                   | Fotos hochladen                |
| Denkmalzone Burgruine Madenburg | südwestlich des Ortes Lage                                | ab dem 13. Jahrhundert                     | im 11. und 12. Jahrhundert erwähnt, Zerstörung 1689, Bestand ab dem 13. und 14. Jahrhundert; innere Schildmauern, durch Ausbau und Neubefestigung im 16. Jahrhundert überformt; doppelte Ringmauer, die äußere wohl aus dem 16. Jahrhundert; Reste eines gotischen Torhauses, einer frühgotischen Burgkapelle und eines gleichzeitigen dreigeschossigen Baus; sonst aus der Mitte des 16. Jahrhunderts; Quertrakt mit Turm, 14. Jahrhundert; Keller und Treppenturm eines Renaissancebaus, 1593, ein weiterer bezeichnet 1594; Küchenbau an einem Turm des 14. Jahrhunderts, weiterer Treppenturm bezeichnet 1594 | weitere Bilder Fotos hochladen |

## Einzeldenkmäler
| Bezeichnung                   | Lage                                                        | Baujahr                              | Beschreibung | Bild                           |
| ----------------------------- | ----------------------------------------------------------- | ------------------------------------ | --- | ------------------------------ |
| Wegekreuz                     | An der Rotheck Lage                                         | 1853                                 | Wegekreuz, barock, bezeichnet 1853 | Fotos hochladen                |
| Katholisches Pfarrhaus        | Kirchgasse 1 Lage                                           | 1908                                 | katholisches Pfarrhaus; neubarocker Walmdachbau, 1908, Nischenskulptur (Bild) | Fotos hochladen                |
| Wohnhaus                      | Löwenthal 10 Lage                                           | 16. Jahrhundert                      | Fachwerkwohnhaus, teilweise massiv und verputzt, im Kern eventuell aus dem 16. Jahrhundert                                                                                                 | Fotos hochladen                |
| Wohnhaus                      | Madenburgweg 2 Lage                                         | 1706                                 | eingeschossiges Fachwerkwohnhaus, bezeichnet 1706, über Hochkeller, bezeichnet 1550 | Fotos hochladen                |
| Wegekreuz                     | Weinstraße, Ecke Am hohen Kreuz Lage                        | um 1910/20                           | Wegekreuz auf Tischsockel, wohl um 1910/20 | Fotos hochladen                |
| Wohnhaus                      | Weinstraße 1 Lage                                           | zweite Hälfte des 18. Jahrhunderts   | eingeschossiges spätbarockes Wohnhaus über Hochkeller, zweite Hälfte des 18. Jahrhunderts                                                                                                  | Fotos hochladen                |
| Hofanlage                     | Weinstraße 14 Lage                                          | 18. Jahrhundert                      | barocke Hofanlage, 18. Jahrhundert; eingeschossiger Krüppelwalmdachbau über Hochkeller | Fotos hochladen                |
| Wohnhaus                      | Weinstraße 15 Lage                                          | 1560                                 | eingeschossiges Fachwerkwohnhaus über Hochkeller, bezeichnet 1560 | Fotos hochladen                |
| Wohnhaus                      | Weinstraße 35 Lage                                          | 1721                                 | eingeschossiges barockes Fachwerkwohnhaus über Hochkeller, bezeichnet 1721 (Bild) | Fotos hochladen                |
| Gasthaus                      | Weinstraße 43 Lage                                          | 1567                                 | Gasthaus, ehemaliges Zehnthaus; eingeschossiger Rotsandsteinquaderbau über Hochkeller, Krüppelwalmdach, bezeichnet 1567, Umbau 1787                                                        | Fotos hochladen                |
| Wohnhaus                      | Weinstraße 45 Lage                                          | 1589                                 | Wohnhaus, eingeschossiger Mansarddachbau, bezeichnet 1589 (Bild), Umbau wohl im 18. Jahrhundert                                                                                            | Fotos hochladen                |
| Katholische Kirche St. Ludwig | Weinstraße 48 Lage                                          | 1832                                 | klassizistischer Saalbau, Vorhalle, 1832 (Bild); Kampanile 1962 (Bild); Heiligenfiguren, Rokoko-Skulpturen: Hl. Johann Nepomuk (Bild), bezeichnet 1766; Immakulata (Bild), 18. Jahrhundert | weitere Bilder Fotos hochladen |
| Löwenbrunnen                  | Weinstraße, bei Nr. 52 Lage                                 | 18. Jahrhundert                      | klassizistischer Brunnenstock, Sandsteinbecken, angeblich spätgotisch, 15. Jahrhundert, wohl eher aus dem 18. oder der ersten Hälfte des 19. Jahrhunderts                                  | weitere Bilder Fotos hochladen |
| Portal                        | Weinstraße, an Nr. 53 Lage                                  | drittes Viertel des 18. Jahrhunderts | Oberlichtportal, wohl aus dem dritten Viertel des 18. Jahrhunderts | Fotos hochladen                |
| Wegekreuz                     | Weinstraße, bei Nr. 64 Lage                                 |                                      | Kruzifix auf Tischsockel | Fotos hochladen                |
| Schulhaus                     | Weinstraße 75 Lage                                          | um 1890                              | ehemalige Schule; spätgründerzeitlicher Bossenquaderbau, um 1890 | Fotos hochladen                |
| Wegekreuz                     | südlich des Ortes an der L 508; Distrikt Am Felsenberg Lage | 1903                                 | Wegekreuz über Treppenanlage, neubarocker Sockel bezeichnet 1903 | Fotos hochladen                |
| Wegekreuz                     | westlich des Ortes, am Ende der Madenburgstraße Lage        | 18. Jahrhundert                      | Wegekreuz, barock, 18. Jahrhundert | Fotos hochladen                |
| Waldkapelle                   | westlich des Ortes, unterhalb der Burg; Distrikt Kipp Lage  | 1828                                 | Putzbau, einseitig abgewalmtes Satteldach, bezeichnet 1828; Pietà (Bild), 15. Jahrhundert (Kopie)                                                                                          | Fotos hochladen                |